# 須卜氏
須卜氏・須卜部（しゅうほく し／しゅうほく ぶ）は、匈奴の貴種の氏族。歴代単于を輩出した屠各種攣鞮氏と婚姻関係にあった。後に鮮卑拓跋部の北魏に仕え、孝文帝の漢化政策によって卜氏と称した。
須卜氏は、前漢初期の時代の冒頓単于に従い、呼延氏（呼衍氏）・蘭氏とともに、匈奴の新興貴族として栄えた。
後漢になると、須卜氏は丘林氏とともに南匈奴の「四大貴族」となった。
この系統から、須卜単于と須卜骨都侯単于が出た。